# Маар, Дора
Дора Маар (фр. Dora Maar, настоящее имя Генриетта Теодора Маркович, Henriette Theodora Markovitch, 22 ноября 1907, Тур — 16 июля 1997, Париж) — французская художница и фотограф.

## Биография и творчество
Дочь француженки из Турени и архитектора хорватского происхождения, выросла в Аргентине.

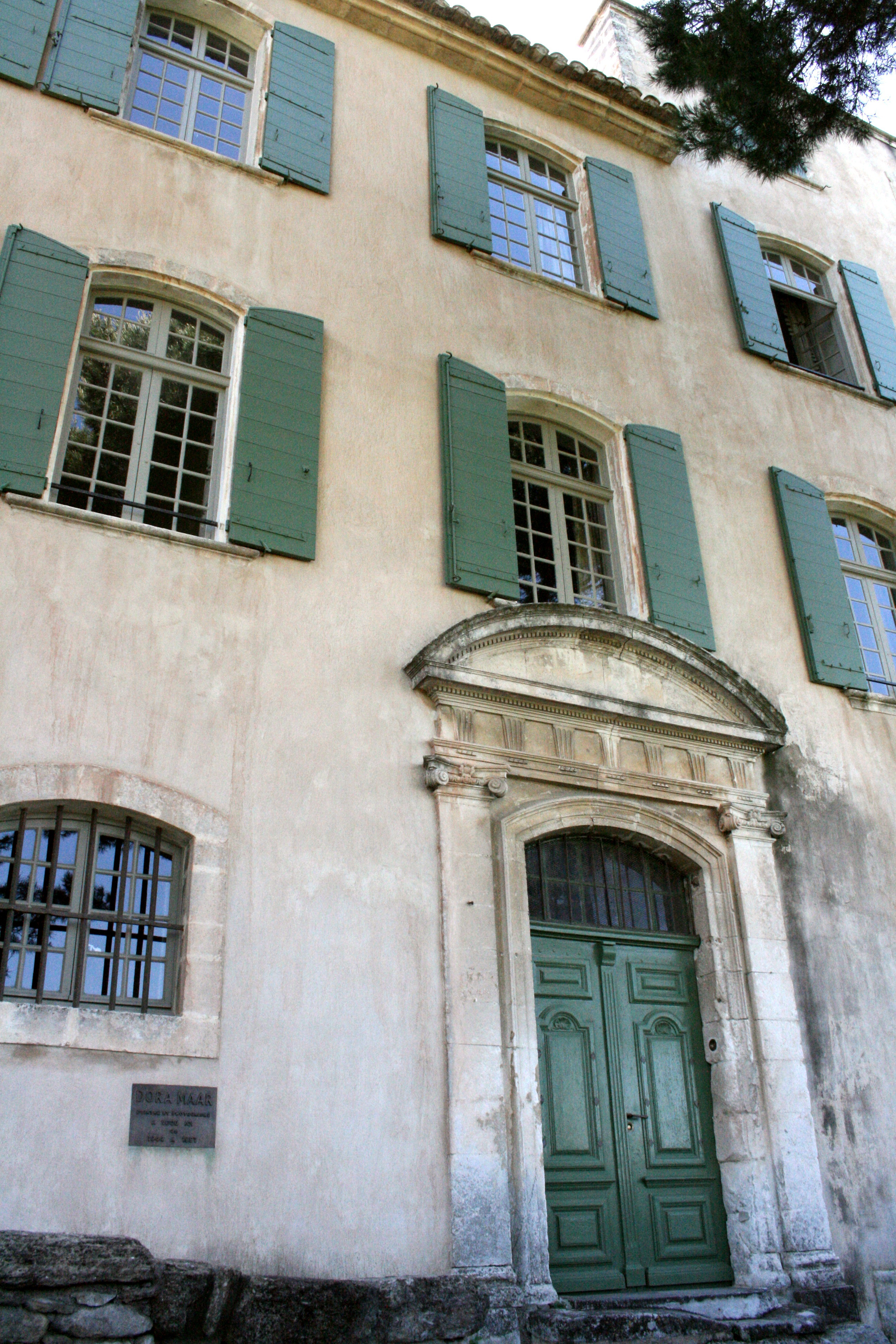
Дом Доры Маар в Воклюзе

В 1920 приехала в Париж, училась живописи, затем фотографии, познакомилась с Брассаем, Картье-Брессоном, сблизилась с сюрреалистами (Бретон, Батай и др.). Была ассистенткой Мана Рэя, в 1935 открыла собственное фотоателье. Её фотомонтаж «Папаша Убю» (1936) стал своего рода визитной карточкой сюрреалистического искусства.
В 1936 в парижском кафе «Дё маго» Поль Элюар познакомил Маар с Пикассо, чьей подругой, моделью и музой она стала на 9 лет. Маар много фотографировала Пикассо (особенно в период его работы над «Герникой»), под его влиянием обратилась к живописи. Пикассо часто создавал изображения грустящей Маар, в его творчестве она навсегда осталась «плачущей женщиной».
В 1945, после разрыва с Пикассо, Маар пережила тяжелый душевный кризис, лечилась в психиатрической клинике у Жака Лакана. После выставки живописных работ (1957) на долгие годы затворилась в своей квартире, писала стихи и картины, была почти забыта.
В полной мере живописное наследие Маар, высоко оцененное публикой и критикой, было представлено лишь на посмертной ретроспективной выставке (1999).
В 2019 году (5 июня — 29 июля) в Центре Помпиду была представлена крупнейшая выставка работ Доры Маар (более четырехсот фотографий и документов), позволяющая проследить путь художницы от первых рекламных фотографий и уличного периода до сюрреалистических работ.
В 1962 году мужчина по имени Луиджи Ло Россо в подвале своего дома на Капри нашел картину, которая, предположительно, была написана Пабло Пикассо. Портрет, вероятно, был написан между 1930 и 1936 годами. На картине, предположительно, изображена Дора Маар — французская художница и фотограф, считавшаяся музой и любовницей знаменитого испанского художника.  Картина десятилетиями висела на стене гостиной в Помпеи, куда переехала жить семья Ло Россо, в дешевой раме. Семья  не раз подумывала избавиться от произведения искусства, а жена итальянца постоянно критиковала картину, называя ее «ужасной». В левом верхнем углу холста стояла подпись художника, однако Ло Россо не знал, кто такой Пикассо.То, что портрет мог быть написан знаменитым испанским художником, позже предположил сын Ло Россо — Андреа.

## Смерть
Дора Маар провела свои последние годы в своей квартире на улице Савойя, на левом берегу Парижа. Она умерла 16 июля 1997 года в возрасте 89 лет. Она была похоронена на кладбище Буа-Тардье в Кламаре.

## Дора Маар в работах Пикассо

Пабло Пикассо «Портрет Доры Маар» 1938

Картина Пабло Пикассо «Портрет Доры Маар» (1938) никогда не выставлялась в музеях и висела в доме художника до его смерти,, а в 1980-х была куплена саудовским шейхом Абдулмухсеном Абдулмаликом Аль Шейхом в галерее Пейс в Нью-Йорке. В 1999 году картина была украдена и включена в Список самых разыскиваемых произведений искусства. В 2019 году полотно было найдено Артуром Брэндом — специалистом по поиску потерянных предметов искусства в Голландии. В настоящее время стоимость работы оценивается в 25 млн евро.

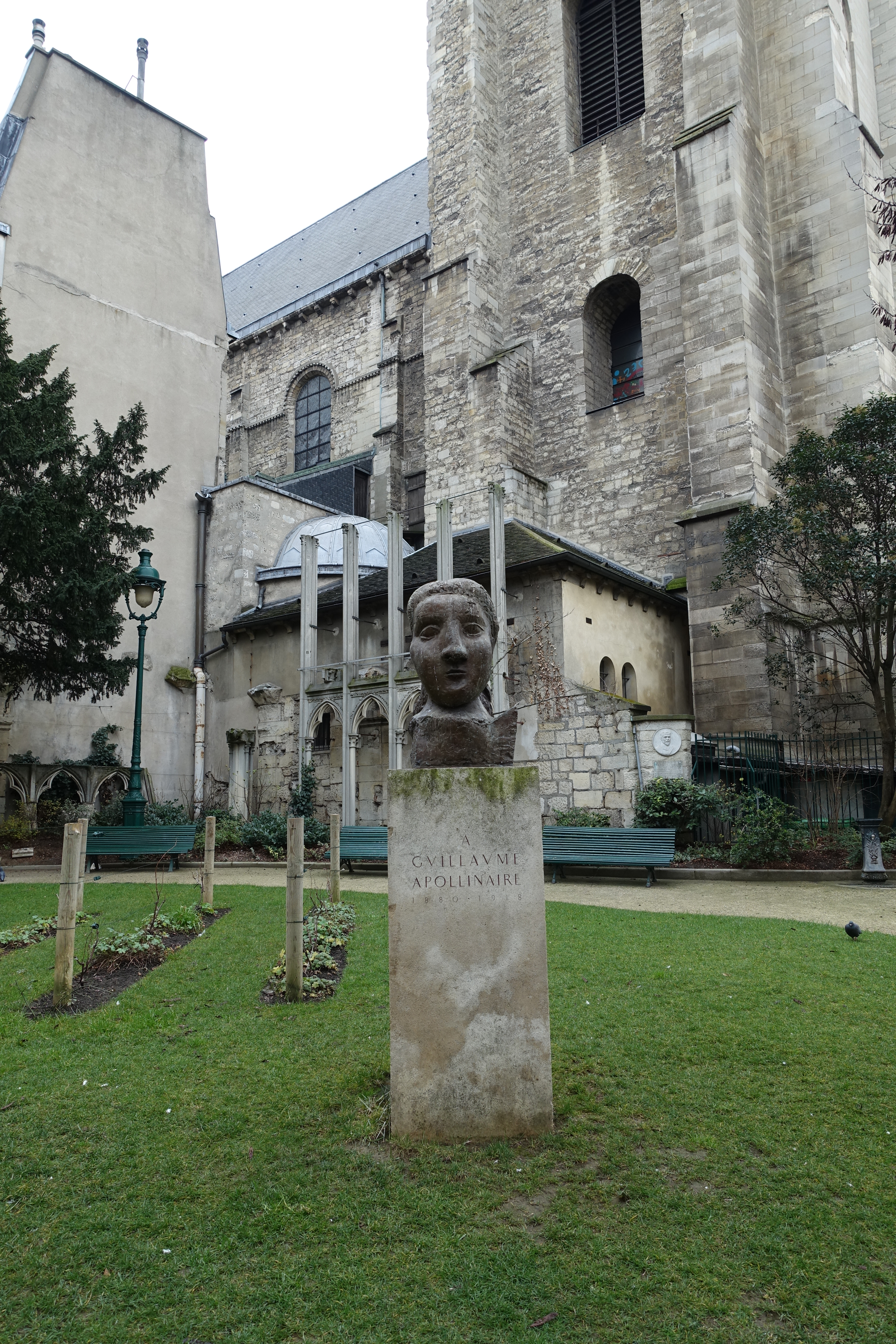
Пабло Пикассо «Памятник Аполлинеру» (1959) или «Голова женщины» (Дора Маар)

Скульптурный портрет Доры Маар Tete de femme, исполненный из гипса в 1941 году, в настоящее время хранится в музее Людвига в Кёльне. Четыре копии работы были отлиты из бронзы в 1950-х годах, спустя несколько лет после прекращения отношений пары. Один экземпляр скульптуры был подарен в 1959 году мемориалу Гийома Аполлинера. Скульптура располагалась в шестом округе Парижа возле церкви Сен-Жермен-де-Пре. Эта копия была украдена в 1999 году и найдена в канаве в муниципалитете Они дорожным рабочим. Муниципалитет Они, не подозревая о происхождении скульптуры, выставляет ее в зале ратуши. В 2001 году один из посетителей ратуши узнает в бюсте работу Пикассо, после чего скульптура возвращается на старое место.

## Признание
- О художнице написаны романы Драганы Букумирович «Дора Маар» (1998) и Николь Авриль «Я, Дора Маар» (2002, нем. пер. 2004).
- Её роль в фильме Джеймса Айвори «Прожить жизнь с Пикассо» (1996) сыграла Джулианна Мур, роль Пикассо — Энтони Хопкинс. Во втором сезоне сериала «Гений» роль Маар исполнила Саманта Колли.